# Hans Fogh
Hans Marius Fogh (Rødovre, 8 marzo 1938 – Toronto, 14 marzo 2014) è stato un velista danese naturalizzato canadese.

## Carriera
Vanta sei partecipazioni ai Giochi olimpici (le ultime due disputate sotto la bandiera del Canada) e due medaglie conquistate nella vela.

## Partecipazioni olimpiche
1. Roma 1960
2. Tokyo 1964
3. Città del Messico 1968
4. Monaco di Baviera 1972
5. Montréal 1976 - ha gareggiato per il  Canada
6. Los Angeles 1984 - ha gareggiato per il  Canada

## Palmarès
- Argento a Roma 1960 (Classe Flying Dutchman) per la  Danimarca
- Bronzo a Los Angeles 1984 (Classe Soling) per il  Canada